# Liste der Könige von Sikyon
In folgender Liste sind die Könige der griechischen Stadt Sikyon aus antiker Zeit aufgeführt.

## Mythische Könige
| Name                               | Herrschaft         | Sohn von                                                         |
| ---------------------------------- | ------------------ | ---------------------------------------------------------------- |
| Aigialeus                          | 22. Jahrh. v. Chr. | Inachos und Melia                                                |
| Europs                             | 21. Jahrh. v. Chr. | Aigialeus (Sohn des Inachos)                                     |
| Telchin                            | 21. Jahrh. v. Chr. | Europs (Sohn des Aigialeus)                                      |
| Apis                               | 20. Jahrh. v. Chr. | Telchin                                                          |
| Thelxion                           | 20. Jahrh. v. Chr. | Apis                                                             |
| Aigydros                           | 20. Jahrh. v. Chr. | Thelxion (Sohn des Apis)                                         |
| Thurimachos                        | 19. Jahrh. v. Chr. | Aigyros                                                          |
| Leukippos                          | 19. Jahrh. v. Chr. | Thurimachos                                                      |
| Messapos                           | 18. Jahrh. v. Chr. | -                                                                |
| Peratos (auch Erastos, Eratos)     | 18. Jahrh. v. Chr. | Poseidon und Kalchinia                                           |
| Plemnaios                          | 18. Jahrh. v. Chr. | Peratos                                                          |
| Orthopolis                         | 17. Jahrh. v. Chr. | Plemnaios                                                        |
| Marathonios                        | 16. Jahrh. v. Chr. | -                                                                |
| Marathios                          | 16. Jahrh. v. Chr. | -                                                                |
| Echyreus                           | 16. Jahrh. v. Chr. | -                                                                |
| Korax                              | 15. Jahrh. v. Chr. | Koronos (Sohn des Apollon) und Chrysorrhoe, Enkel des Orthopolis |
| Aloeus                             | 15. Jahrh. v. Chr. | Helios                                                           |
| Epopeus                            | 15. Jahrh. v. Chr. | Poseidon und Kanake                                              |
| Lamedon                            | 15. Jahrh. v. Chr. | -                                                                |
| Sikyon                             | 14. Jahrh. v. Chr. | Marathon (Sohn des Epopeus)                                      |
| Polybos                            | 14. Jahrh. v. Chr. | Hermes und Chthonophyle                                          |
| Adrastos (Eusebius: nach Phaistos) | 13. Jahrh. v. Chr. | Talaos                                                           |
| Ianiskos (auch Inachos)            | 13. Jahrh. v. Chr. | Nachkomme des Klytios                                            |
| Epopeus II.                        | 13. Jahrh. v. Chr. | -                                                                |
| Phaistos                           | 13. Jahrh. v. Chr. | Herakles                                                         |
| Polypheides                        | 13. Jahrh. v. Chr. | Mantios                                                          |
| Pelasgos                           | 13. Jahrh. v. Chr. | -                                                                |
| Zeuxippos                          | 12. Jahrh. v. Chr. | Apollon und Hyllis                                               |
| Hippolytos                         | 12. Jahrh. v. Chr. | Rhopalos (Sohn des Phaistos)                                     |
| Lakestades                         | 11. Jahrh. v. Chr. | Hippolytos                                                       |
| Lakestades und Phalkes             | 11. Jahrh. v. Chr. | Hippolytos bzw. Temenos                                          |
| Rhegnidas                          | 11. Jahrh. v. Chr. | Phalkes                                                          |

## Karneenpriester
| Name       | Regierungszeit | Folge |
| ---------- | -------------- | ----- |
| Archelaos  | 1 Jahr         | 1.    |
| Automedon  | 1 Jahr         | 2.    |
| Theoklytos | 4 Jahre        | 3.    |
| Euneos     | 6 Jahre        | 4.    |
| Theonomos  | 9 Jahre        | 5.    |
| Amphigyes  | 12 Jahre       | 6.    |
| Charidemos | 1 Jahr         | 7.    |